# Bill Springsteen
William Watson „Bill“ Springsteen (* 27. Oktober 1899 in New York City; † 1. Oktober 1985 in Lakeville, Connecticut) war ein US-amerikanischer American-Football-Spieler in der National Football League (NFL). Er spielte als Defensive End und Center bei den Frankford Yellow Jackets und den Chicago Cardinals. 

## Spielerlaufbahn
Bill Springsteen wuchs in Detroit auf und besuchte dort die High School. Dort spielte er Basketball und Football. 1919 und 1920 wurde er als Basketballspieler in die Ligaauswahl gewählt, als Footballspieler erfolgte in den Jahren 1918 und 1919 die Wahl in die Staatsauswahl von Michigan. Nach seinem Schulabschluss studierte er an der Lehigh University, wo er gleichfalls Basketball und Football spielte. 1923 wurde er Mannschaftskapitän seines Footballteams. 
Im Jahr 1925 wurde William Springsteen Footballprofi bei den Frankford Yellow Jackets, wo bereits sein ehemaliger Kommilitone Bill Hoffman unter Vertrag stand. Spielertrainer der Mannschaft war Guy Chamberlin, der Springsteen sowohl in der Offense, als auch in der Defense einsetzte. In der Saison 1925 konnte die Mannschaft aus Frankford um den All-Pro-Spieler Tex Hamer und dem späteren Mitglied in der Pro Football Hall of Fame William R. Lyman, der im Laufe der Saison zur Mannschaft gestoßen war, 13 Spiele gewinnen und verlor sieben Begegnungen.
Das Jahr 1926 war für Springsteen das erfolgreichste Spieljahr. Die Yellow Jackets gingen 14-mal als Sieger vom Platz, verloren ein Spiel und spielten zweimal unentschieden. Sie gewannen mit dieser Leistung die NFL-Meisterschaft vor den durch George Halas trainierten Chicago Bears. Für den Gewinn der Meisterschaft erhielten die Spieler der Mannschaft als Meisterprämie eine Taschenuhr. 
Nach der Saison wechselte Springsteen mit Chamberlin zu den Chicago Cardinals. Ein Meisterschaftserfolg gelang ihm nicht mehr. Er beendete nach der Saison 1928 seine Laufbahn.

## Nach der Laufbahn
Bill Springsteen schloss sich nach seiner Spielerlaufbahn der US Navy an. 